# Skiptrace
Skiptrace (bra: Fora do Rumo; prt: Salva-te se Puderes) é um filme de artes marciais e comédia de ação de 2016, dirigido por Renny Harlin e estrelado por Jackie Chan.

## Sinopse
O detetive Benny Black (Jackie Chan) tem acompanhado o chefe de crime notório Victor Wong (Winston Chao) há mais de uma década. Quando a jovem sobrinha de Samantha (Fan Bingbing) se mete em problemas com o sindicato do crime de Wong, tem que rastrear o jogador americano Connor Watts (Johnny Knoxville). Benny tem que correr contra o tempo para trazer Connor de volta a Hong Kong e a dupla embarca em uma aventura para ajudar Samantha de Wong.

## Elenco
- Jackie Chan como Benny Black
- Johnny Knoxville como Connor Watts
- Fan Bingbing como Samantha
- Eric Tsang como Yung
- Eve Torres como Dasha
- Winston Chao como Victor Wong
- Yeon Jung-hoon como Gimpy Willie
- Shi Shi como Leslie
- Michael Wong como Capitão Tang
- Dylan Kuo como Esmon
- Zang Lanxin como Ting
- Sara Forsberg como Filha de Dima
- Mikhail Gorevoy como Dima, chefe russo
- Charles Rawe como Sergei
- Jai Day como Vladmir

## Curiosidades
- Em 2012, Jackie Chan anunciou que Chris Tucker esteve com o roteiro para uma possível atuação no filme. Jackie Chan também afirmou que o filme seria muito comparado com A Hora do Rush, caso Chris Tucker tivesse aceito atuar no longa.
- O filme foi exibido pelo SBT em 7 de janeiro de 2025 e ficou em segundo lugar em audiência na grande São Paulo com 4 pontos de média.[3]